# Cuphea bonplandii
Cuphea bonplandii är en fackelblomsväxtart som beskrevs av Alicia Lourteig. Cuphea bonplandii ingår i släktet blossblommor, och familjen fackelblomsväxter. Inga underarter finns listade i Catalogue of Life.